# دیرین‌قورباغه
دیرین‌قورباغه (به انگلیسی: Palaeobatrachus) (به یونانی به معنی «قورباغهٔ باستان») سرده‌ای از قورباغه‌های اولیه از اروپا بود که از دوران تانتین تا دورهٔ پلیستوسن میانه (مرحله چیبانین) (۶۲۱–۵۶۸ هزار سال) و احتمالاً کرتاسه پسین وجود داشته‌است. اگرچه ارتباط نزدیکی با هم ندارد، اما از نظر ظاهری شبیه قورباغه پنجه‌دار آفریقایی امروزی است.

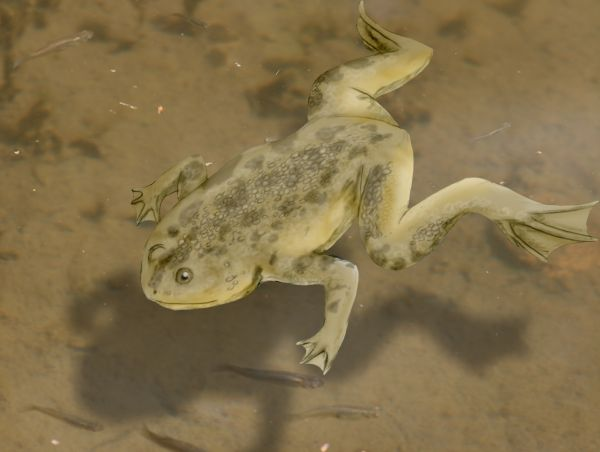
بازسازی

دیرین‌قورباغه جمجمه‌ای نسبتاً پهن به شکل طاق داشته. بدن آن نسبتاً بزرگ بوده، با ۸ تا ۱۰ سانتیمتر (۳٫۱ تا ۳٫۹ اینچ) طول، و ماده معمولاً بزرگتر از نر بوده (دودیسی جنسی).